# Сивоврата горска врана
Сивовратата горска врана (Picathartes oreas) е вид птица от семейство Picathartidae. Видът е световно застрашен, със статут Уязвим.

## Разпространение
Разпространен е в Камерун, Централноафриканска република, Република Конго, Екваториална Гвинея, Габон и Нигерия.